# Renown (lớp tàu chiến-tuần dương)
Renown là một lớp tàu chiến-tuần dương bao gồm 2 chiếc là: Renown và Repulse được chế tạo cho Hải quân Hoàng gia Anh trong Chiến tranh Thế giới thứ nhất. Chúng nguyên là 2 chiếc thiết giáp hạm cuối cùng của lớp Revenge bị hủy bỏ vì chiến tranh, thiết kế của chúng được thay đổi để hoàn tất như những tàu chiến-tuần dương. Cả 2 chiếc đều phục vụ Hải quân Hoàng gia Anh trong cả 2 cuộc chiến tranh thế giới. Repulse bị đánh chìm ngoài khơi Malaya ngày 10 tháng 12 năm 1941 trong một cuộc không kích của Nhật Bản, còn Renown may mắn sống sót qua cuộc chiến và bị tháo dỡ vào năm 1948.

## Bối cảnh và thiết kế
Cả hai chiếc trong lớp Renown ban đầu được chế tạo như những thiết giáp hạm cuối cùng của lớp Revenge. Việc chế tạo bị tạm ngưng sau khi Chiến tranh Thế giới thứ nhất nổ ra, do những dự đoán ban đầu về một cuộc chiến tranh ngắn ngủi khiến người ta cho rằng chúng sẽ không có mặt kịp thời. Thứ trưởng thứ nhất Hải quân Anh, Đô đốc Jackie Fisher, đã sử dụng ảnh hưởng cá nhân của ông để tái khởi động việc chế tạo Renown và Repulse theo một thiết kế mới như những tàu chiến-tuần dương, có thể chế tạo và đưa vào sử dụng nhanh chóng.
Lớp Revenge nguyên được thiết kế bởi Eustace Tennyson-D'Eyncourt, Giám đốc Chế tạo Hải quân, và lớp Renown được đóng bằng cách kéo dài thân tàu, giảm số lượng tháp pháo từ bốn xuống còn ba, và có một lớp vỏ giáp mỏng hơn. Kết quả là thời gian đóng tàu được rút ngắn và chúng được đưa ra hoạt động không lâu sau trận Jutland năm 1916.

## Chế tạo
Hai chiếc được hoàn tất là HMS Renown và HMS Repulse, trong khi kế hoạch về một chiếc thứ ba sẽ được đặt tên là HMS Resistance bị hủy bỏ trước khi bắt đầu chế tạo. Chi phí chế tạo Renown là 3.111.284 Bảng Anh, và của Repulse là 2.760.062 Bảng Anh; con số này theo thông lệ đóng tàu của Anh Quốc thời đó không bao gồm chi phí cho trang bị vũ khí và dự trữ. Chúng trở thành những tàu chiến chủ lực lớn nhất thế giới vào lúc hoàn tất, cho đến khi chiếc HMS Hood được đưa vào hoạt động. Tuy nhiên, việc thường xuyên phải tái trang bị và nâng cấp đã khiến cho chúng mang những cái tên lóng châm biếm là "HMS Refit" (tái trang bị) và "HMS Repair" (sửa chữa).

## Lịch sử hoạt động
Cả hai chiếc trong lớp Renown đều đã phục vụ trong cả Chiến tranh Thế giới thứ nhất lẫn thứ hai, khi Repulse bị máy bay Nhật Bản đánh chìm trong biển Nam Trung Quốc ngoài khơi Kuantan, Pahang ngày 10 tháng 12 năm 1941, còn Renown sống sót qua cuộc chiến tranh và bị tháp dỡ vào năm 1948.

## Những chiếc trong lớp

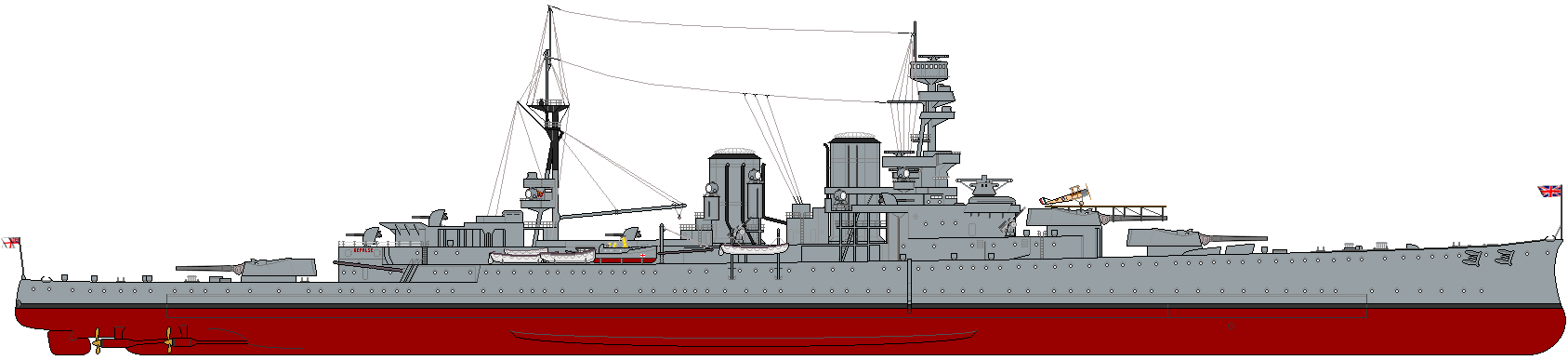
HMS Repulse như nó hiện hữu vào năm 1919

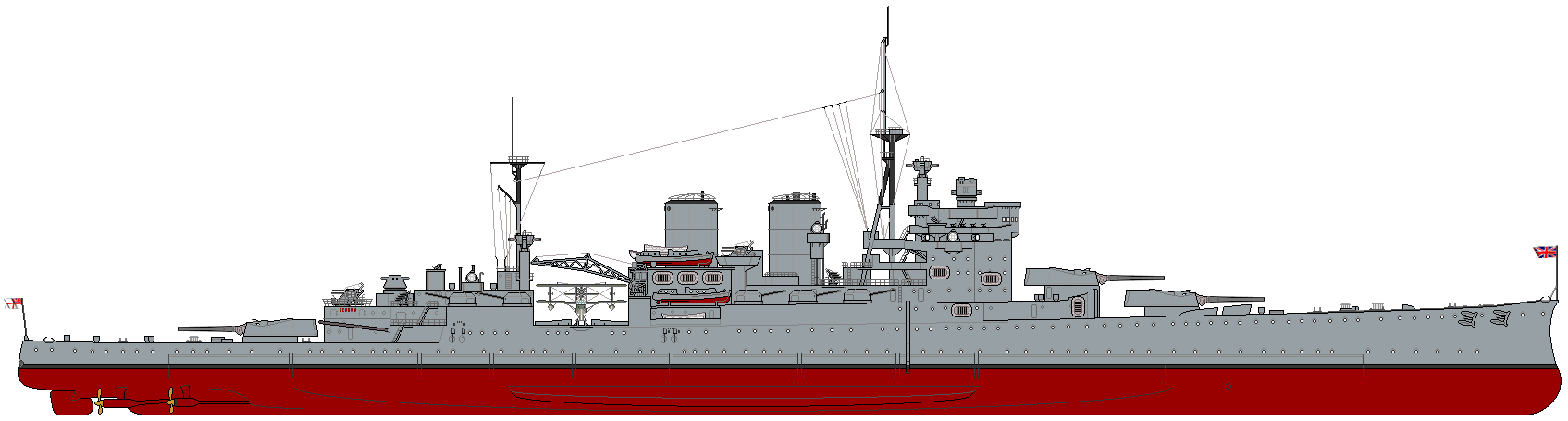
HMS Renown sau khi tái cấu trúc vào năm 1939

| Tàu     | Đặt lườn            | Hạ thủy            | Hoạt động           | Số phận                                                  |
| Renown  | 25 tháng 1 năm 1915 | 4 tháng 3 năm 1916 | 20 tháng 9 năm 1916 | Bị bán để tháo dỡ vào tháng 3 năm 1948                   |
| Repulse | 25 tháng 1 năm 1915 | 8 tháng 1 năm 1916 | 18 tháng 8 năm 1916 | Bị đánh chìm ngoài khơi Malaya ngày 10 tháng 12 năm 1941 |